# Ancula
Genre
Ancula est un genre de mollusques nudibranches (limaces de mer) de la famille des Goniodorididae.

## Liste des genres
Selon World Register of Marine Species (24 octobre 2015) :
- Ancula espinosai Ortea, 2001
- Ancula evelinae Er. Marcus, 1961
- Ancula fuegiensis Odhner, 1926
- Ancula gibbosa (Risso, 1818)
- Ancula kariyana Baba, 1990
- Ancula lentiginosa Farmer & Sloan, 1964
- Ancula mapae (Burn, 1961)

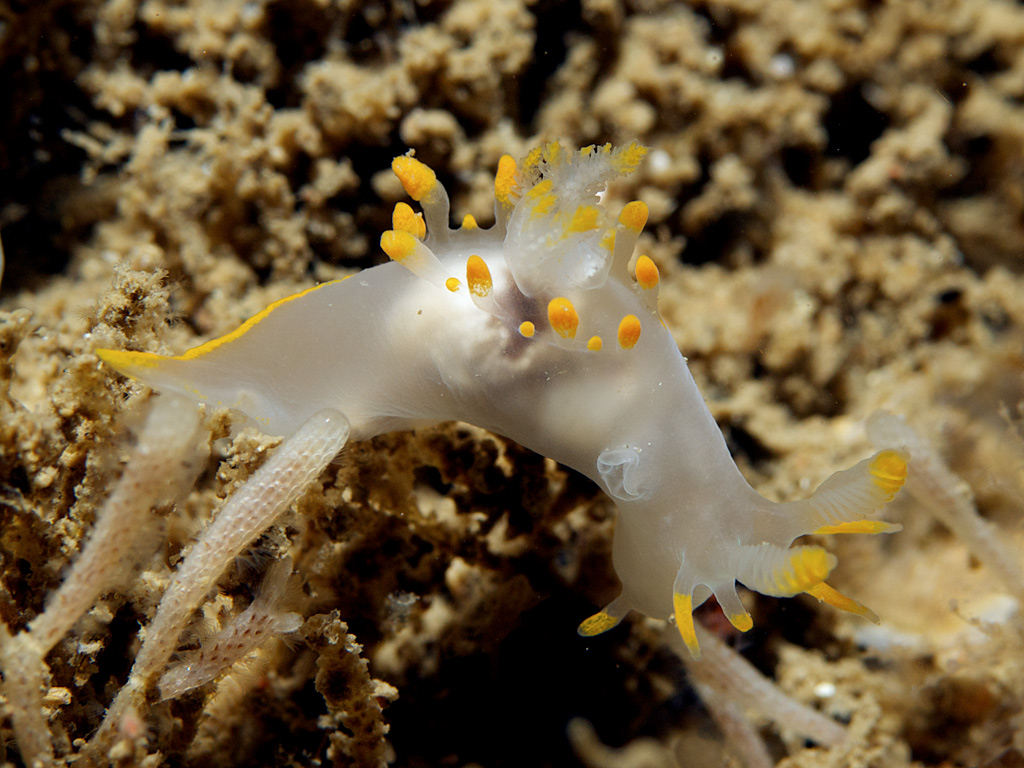
Ancula gibbosa
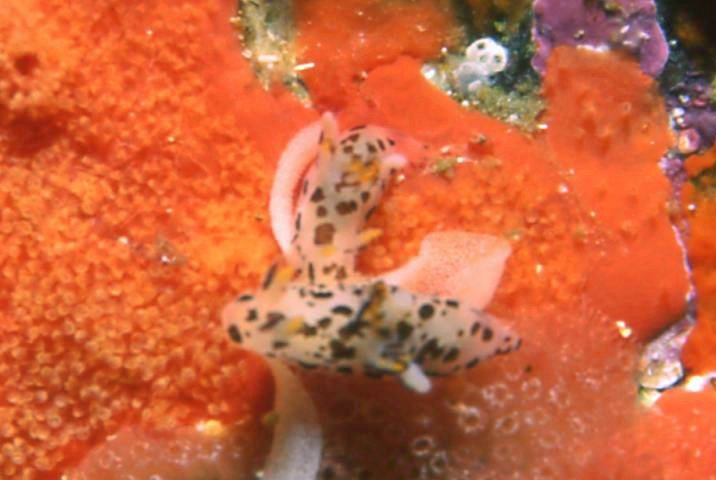
Ancula giraffe
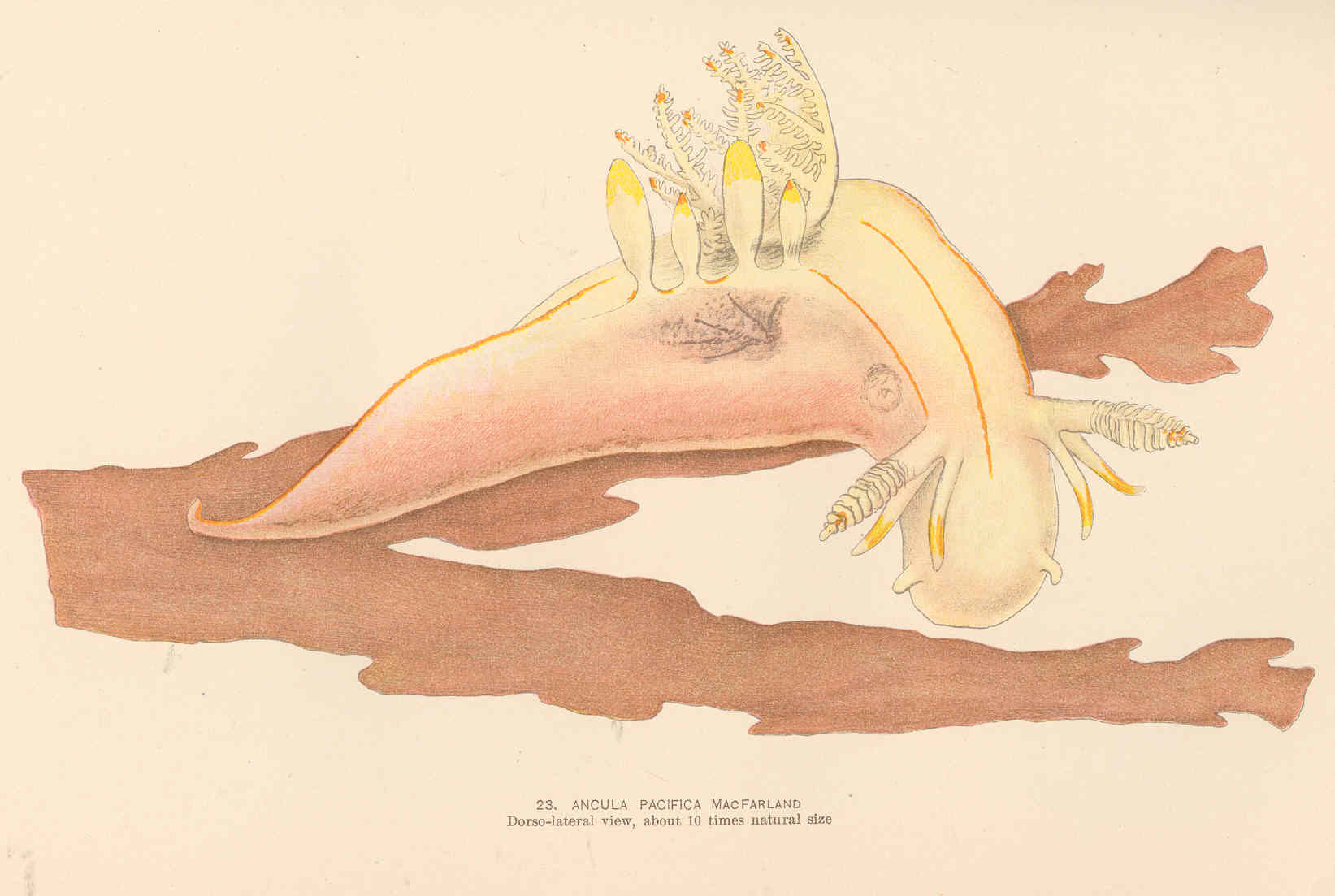
Ancula gibbosa

## Publication originale
- (la) Lovén, 1846 : Index molluscorum; litora Scandinaviæ occidentalia habitantium. Faunæ prodromum (texte intégral).